# Kazuki Takahashi
Kazuki Takahashi (高橋 和希, Takahashi Kazuki, ou 高橋 一雅, Tóquio, 4 de outubro de 1961 — Okinawa, 7 de julho de 2022) foi um mangaká japonês, conhecido por ter criado a franquia Yu-Gi-Oh!.

## Carreira
Takahashi começou a desenhar mangás em 1982. Seu primeiro trabalho foi Tokio no Tsuma, publicado em 1990. Um de seus primeiros grandes trabalhos foi Tennenshokudanji Buray, que durou dois volumes e foi publicado entre 1991 e 1992, porém, ele só encontrou o sucesso em 1996, quando criou Yu-Gi-Oh!.
O mangá de Yu-Gi-Oh! levou à criação do Yu-Gi-Oh! Trading Card Game, publicado pela Konami. A princípio era para ser uma one-shot (apenas 1 volume) e tinha o nome de "Magic and Wizards", uma referência ao card game Magic: The Gathering (o nome do card game foi mudado para "Duel Monsters" nas adaptações de anime). No começo era para ser experimental, mas o editor da revista Weekly Shonen Jump, da Shueisha, recebeu muitas cartas e e-mails dos fãs, que perguntavam sobre o "Magic and Wizards". Depois disso, Takahashi decidiu prorrogá-lo.
No ano de 2015, o artista de mangá recebeu da Comic-Con International o prêmio Inkpot pelas suas contribuições notáveis nos quadrinhos.

## Vida pessoal
Seus hobbies eram jogar shogi, mahjong, card games e jogos de RPG.
Em entrevista à Shonen Jump, Takahashi afirmou que seu mangá favorito de outros autores incluem Akira de Katsuhiro Otomo, JoJo no Kimyo na Boken de Hirohiko Araki e Dragon Ball de Akira Toriyama. Ele também gostava de ler HQs dos EUA, com Hellboy sendo seu personagem favorito dos quadrinhos americanos.
No dia 6 de julho de 2022, Takahashi foi encontrado morto boiando nas águas da costa da cidade de Nago, Okinawa, por oficiais da Guarda Costeira do Japão após um relato civil de um barco que passava. Ele foi encontrado usando equipamento de mergulho livre, e sua causa de morte foi determinada como afogamento. Foi posteriormente relatado, primeiro no jornal militar americano Stars and Stripes em 11 de outubro, que Takahashi havia morrido na tarde de 4 de julho enquanto ajudava no resgate de três outras pessoas que foram pegas em uma corrente de retorno.

## Intercâmbio de artistas
Ele e Mike Mignola, criador de Hellboy, fizeram um intercâmbio artístico. Kazuki, que é um fã dos quadrinhos norte-americanos, desenhou Hellboy com o penteado de Yugi Moto, um Millenium Puzzle e um disco de duelos, já Mignola desenhou uma figura de Hellboy usando um Millenium Puzzle e uma camiseta do Yugi.
Ele também colaborou com Yoshio Sawai fazendo um desenho do Yugi para Bobobo-bo Bo-bobo, onde ele aparece saindo de dentro do afro do Bobobo em uma cena. Em troca, Kazuki incluiu o lenço nu em um painel no terceiro volume de Yu-Gi-Oh! Millennium World.